# Isabella, or the Pot of Basil
Isabella, or the Pot of Basil est un poème narratif écrit en 1818 et publié en 1820 par John Keats adapté de l'histoire du Décaméron (IV, 5) de Boccace.

## Thème
Isabella, or the Pot of Basil raconte la légende d'une jeune femme, Isabella, que sa famille souhaite marier à un « noble de haut rang et ses oliviers », mais elle s'éprend de Lorenzo, un des employés de ses frères. Quand les frères l’apprennent, ils assassinent Lorenzo et enterrent son corps. Son fantôme informe alors Isabella dans un rêve. Elle exhume le corps et enterre la tête dans un pot de basilic dont elle a tendance à s'occuper de façon obsessionnelle, tout en s'éloignant.

## Contexte
Isabella, or the Pot of Basil est un précurseur du poème The Eve of Saint Agnes. Les deux sont situés au Moyen Âge et ont pour thème des amours passionnées et dangereuses. Il est publié en 1820 parmi des écrits ultérieurs.

## Extrait
Fair Isabel, poor simple Isabel!

Lorenzo, a young palmer in Love’s eye!

They could not in the self-same mansion dwell

Without some stir of heart, some malady;

They could not sit at meals but feel how well

It soothed each to be the other by;

They could not, sure, beneath the same roof sleep

But to each other dream, and nightly weep.
— John Keats, Isabella; or, The Pot of Basil

## Postérité artistique
Le poème Isabella, or the Pot of Basil est populaire parmi les peintres pré-Raphaëlites, qui en illustrent plusieurs épisodes, notamment Isabelle et le pot de basilic par William Holman Hunt, Isabella and the Pot of Basil par John William Waterhouse et Isabella (connu aussi sous le nom de Lorenzo and Isabella) par John Everett Millais. L'ami de Keats, le peintre Joseph Severn, fera également son Isabella and the Pot of Basil. Plus tard, le portraitiste américain John White Alexander peint le poème en 1897 dans son Isabella and the Pot of Basil, actuellement conservé au Musée des Beaux-Arts (Boston). Frank Bridge a écrit aussi un poème symphonique du même nom en 1907.

Peintures
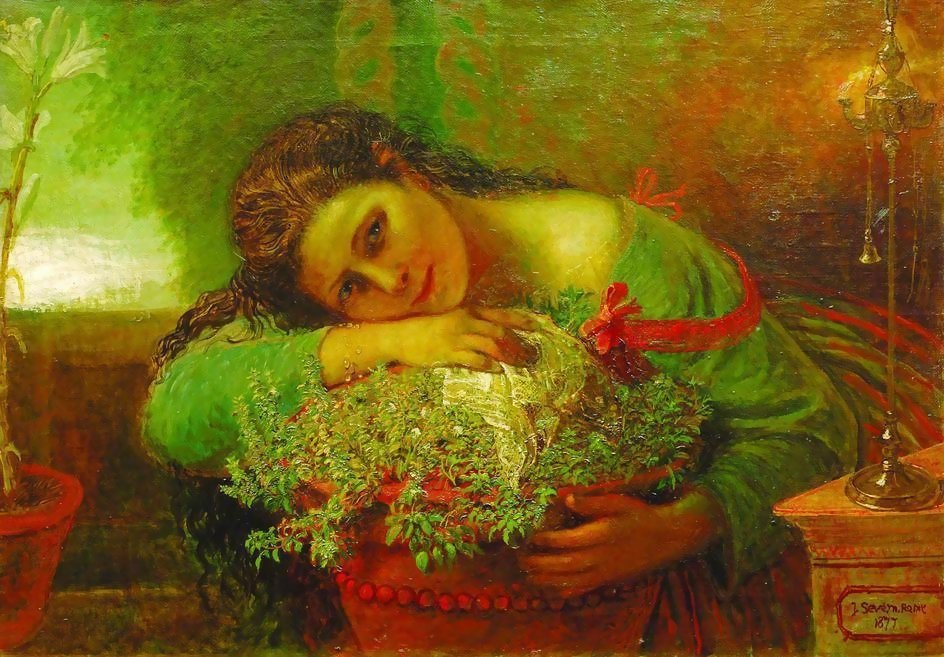
Isabella and the Pot of Basil par Joseph Severn.
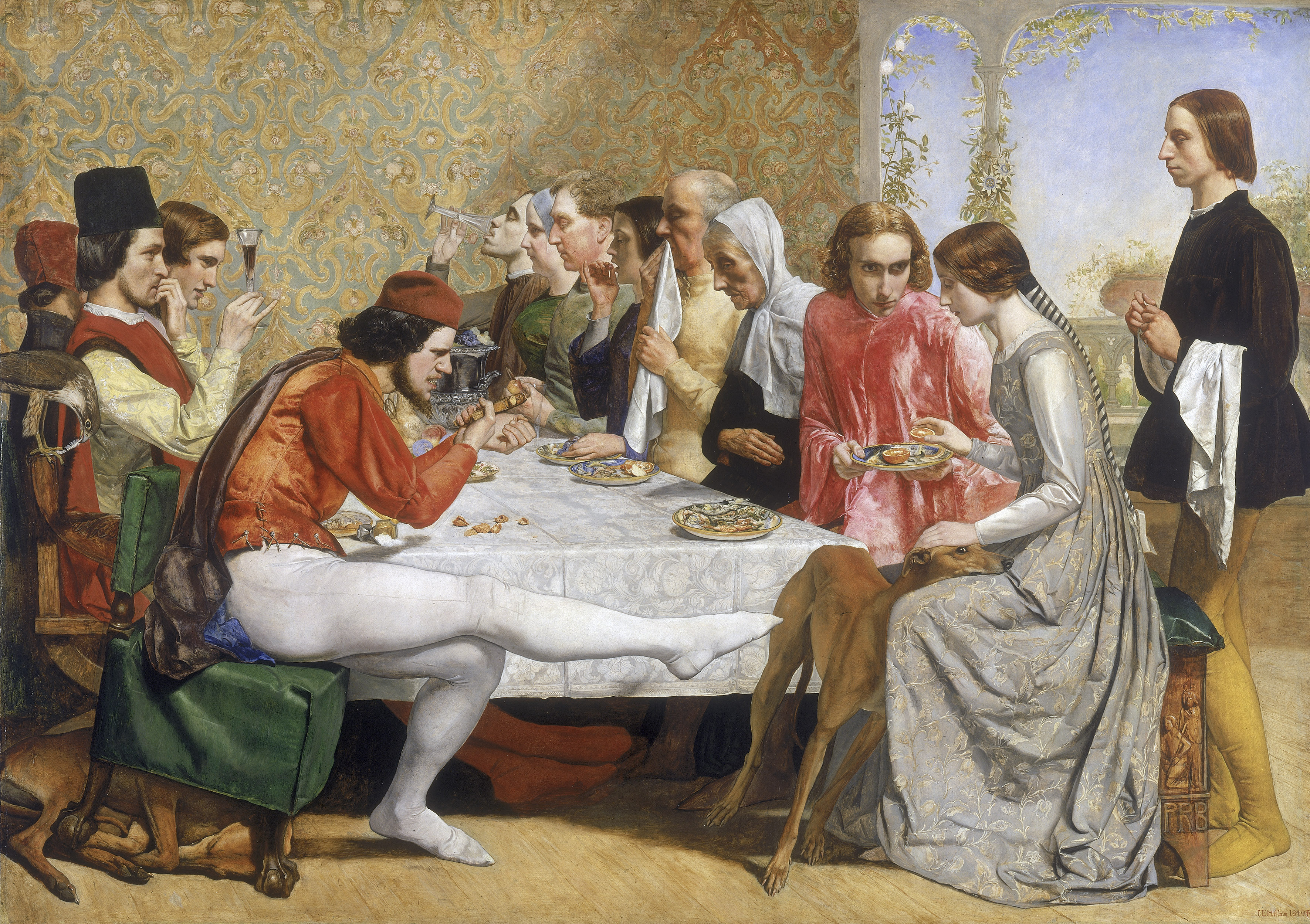
Isabella par John Everett Millais, 1849.
Isabelle et le pot de basilic par William Holman Hunt, 1867.
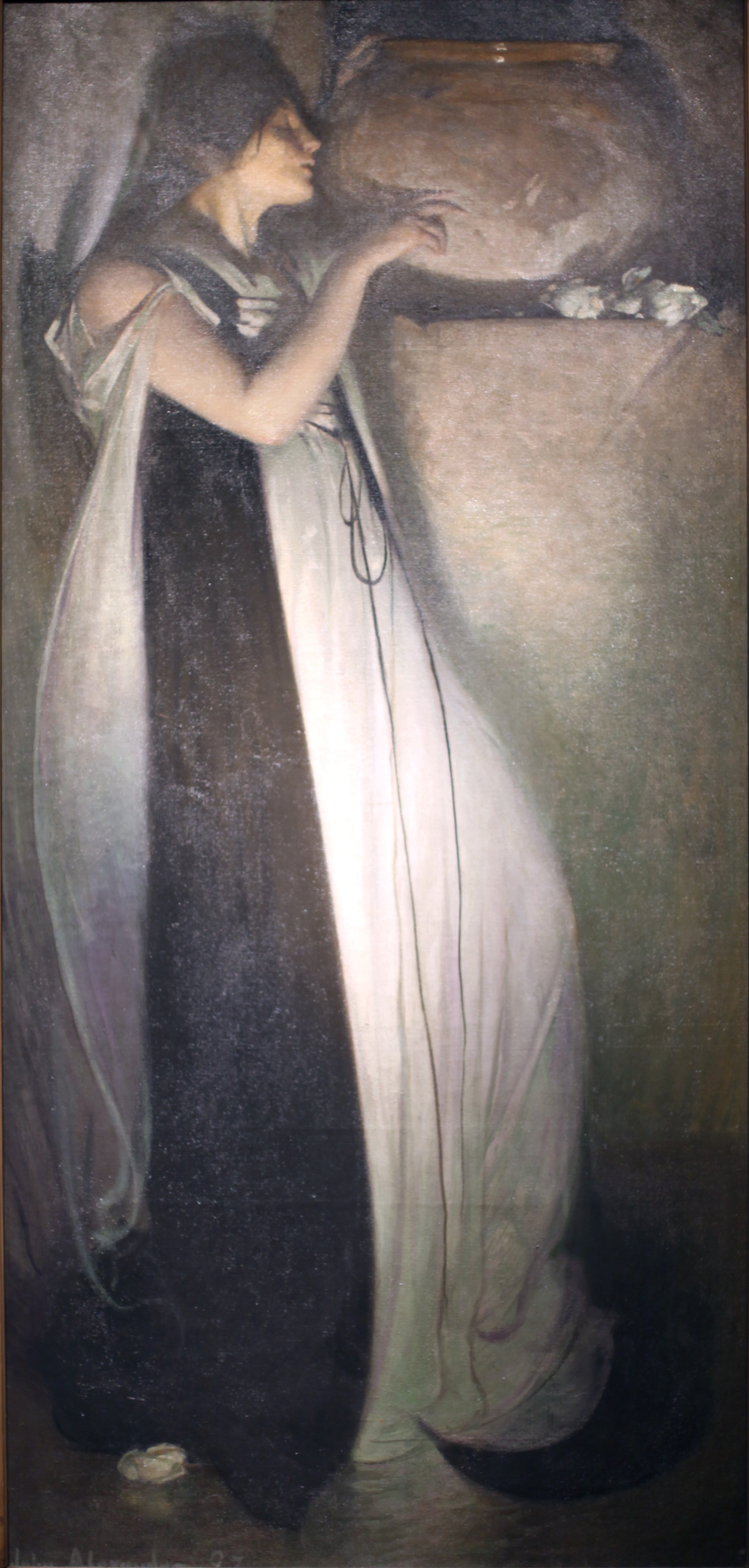
Isabella and the Pot of Basil par John White Alexander 1897.